# Campeonato Sul-Americano de Esportes Aquáticos de 2012
O Campeonato Sul-Americano de Esportes Aquáticos de 2012, foi realizado na cidade de Belém (Pará) entre os dias 14 e 24 de Março. Foram mais de 500 atletas de 12 países disputando  provas de maratonas aquáticas, nado sincronizado, natação, polo aquático e saltos ornamentais. O Brasil foi o campeão conquistando o maior números de medalhas.
A competição serviu como evento classificatório para os Jogos Olímpicos de Verão de 2012 que será disputada em Londres.

## Natação

### Resultados do Masculino
| Evento               | Ouro                            | Ouro     | Prata                           | Prata    | Bronze                          | Bronze   |
| -------------------- | ------------------------------- | -------- | ------------------------------- | -------- | ------------------------------- | -------- |
| 50 metros livre      | César Cielo Filho · Brasil      | 21.85    | Bruno Fratus · Brasil           | 22.13    | Federico Grabich · Argentina    | 22.50    |
| 100 metros livre     | César Cielo Filho · Brasil      | 48.70    | Bruno Fratus · Brasil           | 49.69    | Federico Grabich · Argentina    | 49.77    |
| 200 metros livre     | Benjamin Hockin · Paraguai      | 1:48.57  | Cristian Quintero · Venezuela   | 1:48.65  | Daniele Tirabassi · Venezuela   | 1:51.56  |
| 400 metros livre     | Martin Naidich · Argentina      | 3:52.17  | Lucas Kanieski · Brasil         | 3:54.34  | Cristian Quinteros · Venezuela  | 3:54.80  |
| 800 metros livre     | Juan Martin Pereyra · Argentina | 8:03.23  | Lucas Kanieski · Brasil         | 8:04.63  | Luiz Rogério Arapiraca · Brasil | 8:17.40  |
| 1500 metros livre    | Lucas Kanieski · Brasil         | 15:28.23 | Juan Martin Pereyra · Argentina | 15:34.63 | Esteban Paz · Argentina         | 15:43.60 |
| 50 metros costas     | Daniel Orzechowski · Brasil     | 25.56    | Federico Grabich · Argentina    | 25.62    | Omar Pinzon · Colômbia          | 26.19    |
| 100 metros costas    | Thiago Pereira · Brasil         | 55.29    | Omar Pinzon · Colômbia          | 55.60    | Federico Grabich · Argentina    | 56.06    |
| 200 metros costas    | Omar Pinzon · Colômbia          | 1:59.67  | Thiago Pereira · Brasil         | 2:00.35  | Leonardo de Deus · Brasil       | 2:00.93  |
| 50 metros peito      | Felipe França · Brasil          | 27.39    | João Luiz Gomes Júnior · Brasil | 28.03    | Jorge Murillo Valdes · Colômbia | 28.16    |
| 100 metros peito     | Felipe França · Brasil          | 1:01.76  | João Luiz Gomes Júnior · Brasil | 1:02.11  | Jorge Murillo Valdes · Colômbia | 1:02.84  |
| 200 metros peito     | Jorge Mario Murillo · Colômbia  | 2:14.88  | Henrique Barbosa · Brasil       | 2:15.33  | Facundo Miguelena · Argentina   | 2:17.98  |
| 50 metros borboleta  | César Cielo · Brasil            | 23.26    | Henrique Silva · Brasil         | 23.64    | Albert Subirats · Venezuela     | 23.78    |
| 100 metros borboleta | Henrique Silva · Brasil         | 52.80    | Albert Subirats · Venezuela     | 52.96    | Benjamin Hockin · Paraguai      | 53.21    |
| 200 metros borboleta | Kaio Márcio de Almeida · Brasil | 1:58.15  | Leonardo de Deus · Brasil       | 1:58.38  | Mauricio Fiol · Peru            | 2:00.85  |
| 200 metros medley    | Thiago Pereira · Brasil         | 1:58.49  | Henrique Barbosa · Brasil       | 2:02.35  | Omar Pinzon · Colômbia          | 2:02.77  |
| 400 metros medley    | Thiago Pereira · Brasil         | 4:24.49  | Esteban Enderica · Equador      | 4:24.97  | Esteban Paz · Argentina         | 4:31.09  |
| 4x100 metros         | Brasil                          | 3:20.07  | Venezuela                       | 3:21.00  | Argentina                       | 3:25.25  |
| 4x200 metros         | Venezuela                       | 7:27.35  | Brasil                          | 7:30.13  | Argentina                       | 7:32.54  |
| 4x100 metros medley  | Brasil                          | 3:40.34  | Paraguai                        | 3:44.99  | Colômbia                        | 3:45.15  |

### Resultados do Feminino
| Evento               | Ouro                         | Ouro     | Prata                        | Prata    | Bronze                       | Bronze   |
| -------------------- | ---------------------------- | -------- | ---------------------------- | -------- | ---------------------------- | -------- |
| 50 metros livre      | Arlene Semeco · Venezuela    | 25.21    | Graciele Hermann · Brasil    | 25.31    | Daynara de Paula · Brasil    | 25.64    |
| 100 metros livre     | Tatiana Lemos · Brasil       | 56.74    | Arlene Semeco · Venezuela    | 56.77    | Daynara de Paula · Brasil    | 57.25    |
| 200 metros livre     | Manuella Lyrio · Brasil      | 2:00.85  | Andreina Pinto · Venezuela   | 2:00.83  | Larissa Martins · Brasil     | 2:01.83  |
| 400 metros livre     | Andreina Pinto · Venezuela   | 4:10.24  | Manuella Lyrio · Brasil      | 4:12.14  | Cecilia Biagioli · Argentina | 4:12.69  |
| 800 metros livre     | Andreina Pinto · Venezuela   | 8:33.80  | Cecilia Biagioli · Argentina | 8:35.23  | Yanel Pinto · Venezuela      | 8:49.02  |
| 1500 metros livre    | Cecilia Biagioli · Argentina | 16:40.24 | Carolina Bilich · Brasil     | 17:02.20 | Samantha Salinas · Equador   | 17:15.65 |
| 50 metros costas     | Etiene Medeiros · Brasil     | 28.79    | Carolina Colorado · Colômbia | 29.81    | Jeserik Pinto · Venezuela    | 29.84    |
| 100 metros costas    | Carolina Colorado · Colômbia | 1:02.57  | Natália Mendes · Brasil      | 1:03.19  | Etiene Medeiros · Brasil     | 1:03.75  |
| 200 metros costas    | Carolina Colorado · Colômbia | 2:16.99  | Fernanda Alvarenga · Brasil  | 2:19.34  | Elimar Barrios · Venezuela   | 2:20.64  |
| 50 metros peito      | Ana Carla Carvalho · Brasil  | 31.89    | Mercedes Toledo · Venezuela  | 32.72    | Julia Sebastian · Argentina  | 32.77    |
| 100 metros peito     | Ana Carla Carvalho · Brasil  | 1:10.93  | Julia Sebastian · Argentina  | 1:11.19  | Mercedes Toledo · Venezuela  | 1:11.82  |
| 200 metros peito     | Julia Sebastian · Argentina  | 2:31.59  | Mijal Asis · Argentina       | 2:34.99  | Mercedes Toledo · Venezuela  | 2:38.43  |
| 50 metros borboleta  | Carolina Colorado · Colômbia | 26.74    | Daynara de Paula · Brasil    | 26.88    | Jeserik Pinto · Venezuela    | 27.08    |
| 100 metros borboleta | Daynara de Paula · Brasil    | 59.30    | Gabriella Silva · Brasil     | 1:01.30  | Carolina Colorado · Colômbia | 1:01.41  |
| 200 metros borboleta | Joana Maranhão · Brasil      | 2:11.03  | Virginia Bardach · Argentina | 2:15.68  | Jessica Rios · Colômbia      | 2:16.65  |
| 200 metros medley    | Joana Maranhão · Brasil      | 2:16.76  | Georgina Bardach · Argentina | 2:18.41  | Virginia Bardach · Argentina | 2:21.07  |
| 400 metros medley    | Joana Maranhão · Brasil      | 4:41.39  | Georgina Bardach · Argentina | 4:51.89  | Julia Arino · Argentina      | 4:58.64  |
| 4x100 metros         | Brasil                       | 3:20.07  | Venezuela                    | 3:21.00  | Colômbia                     | 3:25.25  |
| 4x200 metros         | Brasil                       | 7:27.35  | Venezuela                    | 7:30.13  | Colômbia                     | 7:32.54  |
| 4x100 metros medley  | Brasil                       | 3:40.34  | Venezuela                    | 3:44.99  | Argentina                    | 3:45.15  |

### Pontuação
| Pos | país      | pontos |
| --- | --------- | ------ |
| 1   | Brasil    | 531    |
| 2   | Argentina | 324    |
| 3   | Venezuela | 302    |
| 4   | Colômbia  | 175    |
| 5   | Paraguai  | 108    |
| 6   | Peru      | 101    |
| 7   | Equador   | 39     |
| 7   | Uruguai   | 39     |
| 9   | Chile     | 38     |
| 10  | Bolívia   | 18     |
| 11  | Suriname  | 15     |

### Quadro de Medalhas da Natação
País-sede destacado.
| Ordem | País      | Medalha de ouro | Medalha de prata | Medalha de bronze | Total |
| ----- | --------- | --------------- | ---------------- | ----------------- | ----- |
| 1     | Brasil    | 26              | 19               | 6                 | 51    |
| 2     | Colômbia  | 5               | 2                | 9                 | 16    |
| 3     | Venezuela | 4               | 9                | 9                 | 22    |
| 4     | Argentina | 4               | 8                | 13                | 25    |
| 5     | Paraguai  | 1               | 1                | 1                 | 3     |
| 6     | Equador   |                 | 1                | 1                 | 2     |
| 7     | Peru      |                 |                  | 1                 | 1     |

## Maratona Aquática

### Resultados do Masculino
| Evento | Ouro                    | Ouro       | Prata                    | Prata      | Bronze                      | Bronze     |
| ------ | ----------------------- | ---------- | ------------------------ | ---------- | --------------------------- | ---------- |
| 5 km   | Ivan Enderica · Equador | 39m33s65   | Samuel de Bona · Brasil  | 40m18s10   | Erwin Maldonado · Venezuela | 40m20s73   |
| 10 km  | Ivan Enderica · Equador | 1h53m22s40 | Victor Colonese · Brasil | 1h54m26s31 | Allan do Carmo · Brasil     | 1h54m46s45 |

### Resultados do Feminino
| Evento | Ouro                       | Ouro       | Prata                        | Prata      | Bronze                 | Bronze     |
| ------ | -------------------------- | ---------- | ---------------------------- | ---------- | ---------------------- | ---------- |
| 5 km   | Ana Marcela Cunha · Brasil | 44m02s56   | Florencia Mazzei · Argentina | 47m13s73   | Nataly Calle · Equador | 47m13s06   |
| 10 km  | Ana Marcela Cunha · Brasil | 1h47m24s62 | Yanel Pinto · Venezuela      | 1h48m33s94 | Nataly Calle · Equador | 1h48m35s00 |

### Equipes
| Pos | país      | tempo      |
| --- | --------- | ---------- |
| 1   | Brasil    | 7h41m21s70 |
| 2   | Venezuela | 7h42m14s75 |
| 3   | Equador   | 7h46m13s73 |
| 4   | Argentina | 7h51m03s52 |
| 5   | Peru      | 8h09m46s09 |

### Quadro de medalhas da Maratona Aquática
País-sede destacado.
| Ordem | País      | Medalha de ouro | Medalha de prata | Medalha de bronze | Total |
| ----- | --------- | --------------- | ---------------- | ----------------- | ----- |
| 1     | Brasil    | 2               | 2                | 1                 | 5     |
| 2     | Equador   | 2               |                  | 2                 | 4     |
| 3     | Venezuela |                 | 1                | 1                 | 2     |
| 4     | Argentina |                 | 1                |                   | 1     |

## Saltos Ornamentais

### Resultados do Masculino
| Evento             | Ouro                        | Ouro   | Prata                      | Prata  | Bronze                         | Bronze |
| ------------------ | --------------------------- | ------ | -------------------------- | ------ | ------------------------------ | ------ |
| Trampolim de 1m    | Christian Arayon · Colômbia | 357,60 | César Castro · Brasil      | 339,75 | Edickson Contreras · Venezuela | 317,25 |
| Trampolim de 3m    | César Castro · Brasil       | 426,75 | Sebastian Villa · Colômbia | 419,00 | Christian Arayon · Colômbia    | 407,50 |
| Plataforma         | Hugo Parisi · Brasil        | 414,55 | Victor Ortega · Colômbia   | 396,70 | Sebastian Villa · Colômbia     | 395,20 |
| Sincro. Tramp. 3m  | Brasil                      | 360,93 | Venezuela                  | 350,22 | *                              |        |
| Sincro. Plataforma | Colômbia                    | 376,29 | Venezuela                  | 325,74 | Brasil                         | 285,12 |

- Os colombianos Christian Arayon e Miguel Reyes seriam os vice-campeões (356,76), mas saltaram como extra pois a Colômbia inscreveu mais nadadores que o permitido.

### Resultados do Feminino
| Evento                  | Ouro                        | Ouro   | Prata                        | Prata  | Bronze                   | Bronze |
| ----------------------- | --------------------------- | ------ | ---------------------------- | ------ | ------------------------ | ------ |
| Trampolim de 1m         | Juliana Veloso · Brasil     | 257,90 | Jocelyn Castillo · Venezuela | 241,35 | Diana Pineda · Colômbia  | 240,75 |
| Trampolim de 3m         | Juliana Veloso · Brasil     | 286,45 | Jocelyn Castillo · Venezuela | 260,10 | Diana Pineda · Colômbia  | 254,10 |
| Plataforma              | Carolina Murillo · Colômbia | 315,55 | Maria Betancourt · Venezuela | 283,05 | Andressa Mendes · Brasil | 279,90 |
| Sincro. Tramp. 3m       | Brasil                      | 253,14 | Venezuela                    | 246,78 | Chile                    | 243,93 |
| Plataforma Sincronizada | Venezuela                   | 236,13 | Colômbia                     | 229,62 | Brasil                   | 222,84 |

### Pontuação
| Pos | país      | pontos |
| --- | --------- | ------ |
| 1   | Brasil    | 226    |
| 2   | Venezuela | 202    |
| 3   | Colômbia  | 188    |
| 4   | Chile     | 54     |
| 5   | Equador   | 18     |

### Quadro de medalhas dos Saltos Ornamentais
País-sede destacado.
| Ordem | País      | Medalha de ouro | Medalha de prata | Medalha de bronze | Total |
| ----- | --------- | --------------- | ---------------- | ----------------- | ----- |
| 1     | Brasil    | 6               | 1                | 3                 | 10    |
| 2     | Colômbia  | 3               | 3                | 4                 | 10    |
| 3     | Venezuela | 1               | 6                | 1                 | 8     |
| 4     | Chile     |                 |                  | 1                 | 1     |

## Nado Sincronizado

### Resultados
| Evento                 | Ouro                                      | Ouro                            | Prata                                     | Prata                           | Bronze                                           | Bronze                          |
| ---------------------- | ----------------------------------------- | ------------------------------- | ----------------------------------------- | ------------------------------- | ------------------------------------------------ | ------------------------------- |
| Rotina Livre Combinada | Brasil                                    | 86,613                          | Colômbia                                  | 76,825                          | Venezuela                                        | 69,200                          |
| Solo                   | Giovana Stephan · Brasil                  | 169.650 (RL=84,900 / RT=84,750) | Etel Sanchez · Argentina                  | 159.662 (RL=79,412 / RT=80,250) | Jennifer Hatiusca · Colômbia                     | 157.925 (RL=80,175 / RT=77,750) |
| Duetos                 | Lara Teixeira, · Nayara Figueira · Brasil | 175.125 (RL=87,500 / RT=87,625) | Etel Sanchez, · Sofia Sanchez · Argentina | 162.525 (RL=81,650 / RT=80,875) | Estefania Alvarez, · Jenifer Hatiusca · Colômbia | 159.875 (RL=81,250 / RT=78,625) |
| Equipe                 | Brasil                                    | 172,800                         | Argentina                                 | 161,200                         | Colômbia                                         | 158,300                         |

### Pontuação
| Pos | país      | pontos |
| --- | --------- | ------ |
| 1   | Brasil    | 132    |
| 2   | Argentina | 121    |
| 3   | Colômbia  | 110    |
| 4   | Venezuela | 99     |
| 5   | Uruguai   | 48     |
| 5   | Chile     | 40     |

### Quadro de medalhas do Nado Sincronizado
País-sede destacado.
| Ordem | País      | Medalha de ouro | Medalha de prata | Medalha de bronze | Total |
| ----- | --------- | --------------- | ---------------- | ----------------- | ----- |
| 1     | Brasil    | 4               |                  |                   | 4     |
| 2     | Argentina |                 | 3                |                   | 3     |
| 3     | Colômbia  |                 | 1                | 3                 | 4     |
| 4     | Venezuela |                 |                  | 1                 | 1     |

## Pólo Aquático

### Masculino
| Evento    | Ouro      | Prata  | Bronze    |
| --------- | --------- | ------ | --------- |
| Masculino | Argentina | Brasil | Venezuela |

### Feminino
| Evento    | Ouro   | Prata     | Bronze    |
| --------- | ------ | --------- | --------- |
| Masculino | Brasil | Argentina | Venezuela |

### Quadro do Pólo Aquático
País-sede destacado.
| Ordem | País      | Medalha de ouro | Medalha de prata | Medalha de bronze | Total |
| ----- | --------- | --------------- | ---------------- | ----------------- | ----- |
| 1     | Argentina | 1               | 1                |                   | 2     |
| 1     | Brasil    | 1               | 1                |                   | 2     |
| 3     | Venezuela |                 |                  | 2                 | 2     |

## Quadro de Medalhas Final
País-sede destacado.
| Ordem | País      | Medalha de ouro | Medalha de prata | Medalha de bronze | Total |
| ----- | --------- | --------------- | ---------------- | ----------------- | ----- |
| 1     | Brasil    | 39              | 23               | 10                | 72    |
| 2     | Colômbia  | 8               | 6                | 16                | 30    |
| 3     | Venezuela | 5               | 16               | 14                | 35    |
| 4     | Argentina | 5               | 13               | 13                | 31    |
| 5     | Equador   | 2               | 1                | 3                 | 6     |
| 6     | Paraguai  | 1               | 1                | 1                 | 3     |
| 7     | Chile     |                 |                  | 1                 | 1     |
| 8     | Peru      |                 |                  | 1                 | 1     |
| TOTAL | TOTAL     | 60              | 60               | 59                | 179   |